# Фрассіноро
Фрассіноро (італ. Frassinoro) — муніципалітет в Італії, у регіоні Емілія-Романья,  провінція Модена.
Фрассіноро розташоване на відстані близько 310 км на північний захід від Рима, 70 км на захід від Болоньї, 50 км на південний захід від Модени.
Населення — 1923 особи (2014).
Щорічний фестиваль відбувається 15 серпня. 

## Демографія
Населення за роками:

Станом на 1 січня 2023 року в муніципалітеті офіційно проживало 87 іноземців з 22 країн, серед них 15 громадян країн Євросоюзу та 12 громадян України.

## Сусідні муніципалітети
- Кастільйоне-ді-Гарфаньяна
- Монтефйорино
- Палагано
- П'євепелаго
- Ріолунато
- Тоано
- Вілла-Міноццо